# Agence nationale de l'environnement
L’Agence nationale de l'environnement (ANDE) est une structure étatique ivoirienne dont la mission est l’exécution des projets et programmes environnementaux. Elle œuvre dans la protection et la préservation de l’environnement en vue du développement durable en Côte d'Ivoire. Son directeur est Oussouh Camus Attah.

## Description
L’ANDE est classée dans la catégorie d'établissement public national (EPN) en Côte d'Ivoire. Elle est créée sous le décret no 97-393 du 9 juillet 1997. Elle est sous la  tutelle du ministère chargé de l’Environnement et le Guichet unique des évaluations environnementales en Côte d’Ivoire.
Les attributions de l'ANDE sont d'assurer la coordination de l’exécution des projets de développement à caractère environnemental ; elle est chargée de constituer et gérer un portefeuille de projets d’investissements environnementaux.
L'agence a également pour mission de garantir la prise en compte des préoccupations environnementales dans les projets et programmes de développement; de veiller à la mise en place et à la gestion d’un système national d’informations environnementales.
En outre, elle met en œuvre la procédure d’étude d’impact ainsi que l’évaluation de l’impact environnemental des politiques macro-économiques. Elle établit une relation suivie avec les réseaux d’ONG, élabore les profils environnementaux et les plans de gestion des collectivités locales et réalise l’audit environnemental des ouvrages et entreprises.
Enfin, l'ANDE est chargée d'éduquer, informer et sensibiliser la population ivoirienne à la protection de l'environnement.

## Activités
L'évaluation environnemental stratégique (EES) est un outil d’évaluation environnementale qui vise à d’intégrer les considérations environnementales et sociales dans l’élaboration des politiques, plans et programmes avant leur mise en œuvre. cet outil est institué par le décret no 2013-41 du 30 janvier 2013.
L'étude d'impact environnemental et social (EIES) fixée par le décret no 96-894 du 8 novembre 1996 qui permet l’évaluation de l’impact environnemental et social d’un projet initié sur un site bien défini et de proposer aussi bien des mesures de mitigation, d’atténuation, de correction des impacts négatifs que des mesures de bonification des impacts positifs.
L'audit environnemental (AE) est une activité qui fait appel à un diagnostic systématique qui, chaque trois ans, a pour objet de s’assurer de la conformité, pour les activités fonctionnelles, à la réglementation en vigueur. Il est institué par le décret no 2005-03 du 06 janvier 2005.

## Structure
L'ANDE est composé d'un conseil de gestion, d'une  direction, de quatre sous-directions, de plusieurs services.
Le conseil de gestion est l'organe d'orientation et de contrôle des activités. La direction est l'organe administratif d'exécution et de suivi et de mise en œuvre des missions. Elle est dirigée par un directeur, nommé par décret pris en conseil des ministres.

## Histoire
Le 9 juillet 1997, sur rapport conjoint du ministre du logement du cadre de vie et l’environnement et du ministre de l’Économie et des Finances, l'ANDE a été créé par décret du président Henri Konan Bédié.
Le 24 mars 2004, le Bureau d'études d'impact environnemental (BEIE) est intégré à l’Agence nationale de l'environnement (ANDE) à travers l'arrêté no 445/MINEME/CAB du 24 mars 2004.